# Karl Heinz Klee
Karl Heinz Klee (* 9. Juni 1930 in Innsbruck; † 21. September 2008 in Rum) war ein österreichischer Sportfunktionär und Rechtsanwalt.

## Leben
Karl Heinz Klee war ein begeisterter Skifahrer und hat sich auch als Jurist regelmäßig mit Fragen des Schirechts auseinandergesetzt. Er war von 1966 bis 1972 Präsident und seitdem Ehrenpräsident des Österreichischen Skiverbandes. Berühmt wurde er, als er sich bei den Olympischen Winterspielen 1972 über den Ausschluss von Karl Schranz wegen früherer unerlaubter Werbung empörte: „Sport wurde immer und überall professionell betrieben.“ Er war Begründer und Präsident des Austria-Ski-Pools, Generalsekretär des Organisationskomitees der. XII. Olympischen Winterspiele (1973–1977), Präsident und Ehrenpräsident des Österreichischen Skiverbandes und der Innsbrucker Skirennläufervereinigung, Ehrenmitglied des Österreichischen Olympischen Komitees, Sachverständiger für Skirecht und Sachverständiger für anwaltliches Kostenrecht.
Bis 2007 war Klee Vorsitzender des Komitees für Rechtsfragen und Sicherheit des Internationalen Skiverbandes FIS. Er war ferner Generalsekretär des Organisationskomitees der Olympischen Winterspiele 1976 in Innsbruck sowie Mitglied des Internationalen Sportgerichtshofes in Lausanne und Präsident der Tiroler Rechtsanwaltskammer.
Als Anwalt vertrat der promovierte Jurist den ÖSV in der Blutbeutelaffäre während der Olympischen Winterspiele 2002 in Salt Lake City und der Doping-Affäre von Turin 2006. Auch Hermann Maier zählte nach seinem Motorradunfall zu seinen Mandanten. Er war bis zuletzt in seinem Beruf tätig.
Karl Heinz Klee war seit 1972 Träger des Großen Silbernen Ehrenzeichens für Verdienste um die Republik Österreich, des Ehrenzeichens des Landes Tirol, des Ehrenringes der Stadt Innsbruck und des Ehrenzeichens des Landes Steiermark sowie Commandeur de l’Ordre National du Mérite und Ritter des königlich-schwedischen Polarsternordens.
Karl Heinz Klee verstarb am 21. September 2008. Er hinterließ eine Frau und eine Tochter.

## Ehrungen
- Pierre-de-Coubertin-Medaille, 1976